# Australski šahovski savez
Australski šahovski savez (eng. Australian Chess Federation), krovno tijelo športa šaha u Australiji. Osnovan je 1922. godine i član je FIDE od 1939. godine. Sjedište je u Sydneyu, Novi Južni Wales. Australija pripada azijsko-oceanijskoj zoni 3.6. Predsjednik je Gary Wastell (ažurirano 26. listopada 2019.).

## Vanjske poveznice
- Službene stranice